# 겁 없는 녀석들
《겁 없는 녀석들》은 2017년 11월 11일부터 2017년 12월 29일까지 MBC TV에서 방송된 텔레비전 프로그램이다.

## 방송 시간
| 방송 채널 | 방송 기간                           | 방송 시간                   | 방송 분량 |
| MBC TV    |                                     |                             |           |
| --------- | ----------------------------------- | --------------------------- | --------- |
| MBC TV    | 2017년 11월 11일 ~ 2017년 11월 18일 | 매주 토요일 밤 12:45 ~ 1:40 | 55분      |
| MBC TV    | 2017년 11월 24일 ~ 2017년 12월 29일 | 매주 금요일 밤 12:45 ~ 1:45 | 60분      |

## 출연자

### MC
- 한혜진

### 정준하 팀
- 정준하
- 윤형빈
- 아오르꺼러

### 정문홍 팀
- 정문홍
- 권아솔

### 이특 팀
- 이특
- 권민석

## 로드 FC 데뷔 도전자
- 라모나 파스쿠얼
- 진서우

## 관련 방송
- 로드맨 베이징 익스프레스
- 주먹이 운다

## 같이 보기
| - 로드 FC - 로드 FC 챔피언 목록 - 로드 FC 대회 목록 - 로드 FC 기록 목록 - 현 로드 FC 선수 목록 - 로드 FC 어워즈 |